# Sodis (distribution)
Pour les articles homonymes, voir Sodis.
Sodis (Société de distribution produits édition) est une société française spécialisée dans la distribution de livres. C'est l'une des nombreuses filiales du groupe Madrigall, holding familial de la famille Gallimard.

## Historique
Dès le XIXe siècle, Louis Hachette — qui a compris l'importance d'avoir une structure organisée pour assurer les succès de sa librairie et de ses éditions — crée une activité de messagerie. Cette activité se développe et en fait un quasi-incontournable lorsqu'en 1931 Gaston Gallimard signe un contrat de distribution pour ses propres éditions. En 1970, la réorganisation des messageries d'Hachette ayant pour but de conquérir 70 % du marché de la distribution du livre en France et la volonté de Gallimard de retrouver une indépendance et des coûts maîtrisés aboutit à une rupture du contrat programmée au 1er janvier 1971.
Claude Gallimard est mandaté par son père Gaston pour assurer la continuité de distribution. La Sodis est fondée à cet effet fin 1970 et entre en activité en 1971. Les bâtiments et la structure sont installés à Lagny-sur-Marne (Seine-et-Marne). La pertinence du choix sera avérée au cours des années et décennies qui suivent. La Sofedis (Autre société de distribution de livre) rejoint la Sodis en 1979, Flammarion et le Seuil en 1995, l'A.F.P.U.D. (Association Française des Presses Universitaires Diffusion) et Géodif (Diffusion du groupe Eyrolles) en 1998 avant le groupe Wolters Kluwers (Groupe Liaisons) et Phaidon en 1999, les éditions du Cerf en 2000, l’École des Loisirs en 2006…
Lors de la réorganisation du groupe Gallimard avec la constitution de la holding familiale Madrigall en 1992, la Sodis devient l'une de ses nombreuses filiales. Madrigall chapeautant alors directement ou indirectement les pôles distribution, éditions et diffusion.